# Regne d'Ondo
El regne d'Ondo fou un estat nadiu històric de Nigèria que va tenir els seus orígens fa més de 500 anys (el 1510), amb capital a la ciutat d'Ondo, avui a l'estat d'Ondo. El regne va sobreviure durant i després de l'època colonial, però amb un paper en gran manera simbòlic. El governant a partir de 2010 va ser Oba Adesimbo Victor Kiladejo, el 44è Osemawe (governant tradicional). El regne tenia al nord al regne d'Ife; al sud tenia a Ikale; a l'est Ijesa i Ekiti; i a l'oest, Ijebu. El tractat que establia el protectorat es va signar el 20 de febrer de 1889.

## Història
Els ondos són un dels majors subgrups dels ioruba. Hi ha tres diferents històries de l'origen del regne Ondo. Una primera tradició, que se celebra fins avui dia afirma que Ondo va ser fundada per l'esposa d'Oduduwa, el progenitor dels ioruba que havien emigrat de la Meca a Ile-Ife. L'esposa d'Oduduwa, Pupupu, va donar a llum a bessons, cosa que es considerava de tan mala sort que va resultar en el seu exili amb els seus bessons. Es va traslladar cap al sud fins a arribar a la ubicació actual de la ciutat d'Ondo. Pupupu es va convertir en el primer governant del Regne Ondo a l'inici del segle xvi i els seus descendents han portat la corona fins a l'actualitat. L'historiador dels ioruba, el reverend Samuel Johnson, representa una història similar però on Pupupu era l'esposa d'Ajaka, el net d'Oduduwa. Un darrer mite de l'origen sosté que Ondo va ser fundada per gent procedent del Regne de Benín durant el regnat de Ozolua.
Un cop militar va derrocar a Pupupu i va nomenar al seu fill, Aiho (o Airo en algunes versions) com a governant. Aiho va establir l'estructura política bàsica per l'estat d'Ondo vinculat en gran manera al seu llinatge real i va construir el palau reial. El llinatge reial gira en gran part al voltant de quatre cases diferents, cadascun fundada per un dels fills de Aiho (encara que una casa es va extingir a causa d'una falta d'hereus mascles). A partir d'aquests diferents llinatges és designat un Osemawe o monarca per al regne d'Ondo.
El Regne d'Ondo va conservar la seva independència enfront d'altres potències regionals fins al segle xix, quan la pressió europea es va ampliar i el país ioruba va entrar en crisi política. Amb l'expansió del comerç d'esclaus a l'Atlàntic i el desplaçament de la població a gran escala a terra ioruba, la vida política del Regne d'Ondo va canviar. Abans del segle xix, Ondo era inusual a la regió pel seu sistema de consells i dels principis de tinença de la terra relativament oberts. El sistema de consells rotava el lideratge entre les cases reials i hi havia alguna condició política relativament important per a les dones, que tenien el seu propi consell el qual consultava amb el consell dels homes (un paper disputada per altres). El principi de tinença de la terra a Ondo era que tota la terra era propietat del rei, però que qualsevol home podria conrear-la si obtenia el permís del líder de la comunitat més propera. No obstant això, amb l'augment de la pressió relacionada amb els moviments de població ioruba i la importància del comerç d'esclaus, la major part d'això va canviar. El poder polític i econòmic es va perdre en gran part pel llinatge hereditari i l'accés a la propietat de la terra que es va centrar principalment en la tinença d'esclaus. El resultat va ser un conflicte a gran escala al Regne d'Ondo a partir de 1845 fins a 1872, un període amb un ràpid canvi de règim, les guerres amb altres potències regionals, una violència significativa, i el canvi de la capital tres vegades. Durant aquest període, l'adoració d'Orisha es va propagar àmpliament, el que va portar als sacrificis humans (sovint dels esclaus) per tal d'intentar posar fi als desordres.
Quan els missioners cristians van començar a entrar en terra ioruba en la segona meitat del segle xix, Ondo era un regne gran dominant extenses zones de boscos. No obstant això, els missioners es van centrar en gran manera en les altres àrees en terra ioruba en lloc d'Ondo i els seus voltants. Això pot haver estat causat perquè alguns missioners van pensar que Ondo eren socialment inferior a altres tribus ioruba, potser a causa del seu costum de concubinat, que era inacceptable en la tradició cristiana. No obstant això, el 1870, John Hawley Glover, l'administrador de la colònia de Lagos, va començar a centrar els esforços en el regne d' Ondo, en gran part per crear rutes comercials alternatives per Lagos. En 1872, Glover va ajudar a negociar un tractat de pau entre Ondo i Ife que havia estat hostil per a un nombre d'anys, el que va permetre l'expansió del comerç entre Lagos i Ondo. Activitats missioneres van començar el 1875 a tot el Regne d'Ondo.
L'Osemawe d'Ondo va arribar a un acord el 20 de febrer 1889 amb el governador de la colònia de Lagos pel qual es garantia el lliure comerç entre Ondo i la colònia, i les disputes es remetrien a un àrbitre nomenat pel governador, per a la seva resolució. En 1899 un Decret del Consell va ser emes per estendre el control de la colònia de Lagos sobre el protectorat de Lagos, és a dir sobre la terra ioruba (Iorubaland, o sigui Iorubalàndia) fent d'Ondo formalment un protectorat britànic.
Posteriorment els osemawe d'Ondo van tenir un poder polític limitat; amb la independència les funcions del rei van passar a ser merament cerimonials.

## Reis (Osemawe)
- 1510 - 1530 Pupupu (reina)
- 1530 - 1561 Airu
- 1561 - 1590 Uju
- 1590 - 1614 Okuta
- 1614 - 1630 Luyare
- 1630 - 1649 Foyi
- 1649 - 1668 Leyo
- 1668 - 1685 Gbagi
- 1685 - 1702 Liyen
- 1702 - 1711 Bajumu
- 1711 - 1716 Olu-Okun Aperuwa
- 1716 - 1717 Gbedegbede
- 1717 - 1731 Lamole
- 1731 - 1748 Iganmunde
- 1748 - 1759 Olowolaiye
- 1759 - 1777 Jogunde
- 1777 - 1786 Terere
- 1786 - 1802 Ajisowo
- 1802 - 1811 Arobiere
- 1811 - 1814 Iyanlola
- 1814 - 1817 Ojagodolokun Odunola
- 1817 - 1822 Jilu
- 1822 - 1826 Olowolakun
- 1826 - 1833 Jiwomo
- 1833 - 1844 Jilalu
- 1844 - 1853 Jisomosun I
- 1853 - 1861 Odundun a s'ode d'ero Afunbiiye
- 1861 - 1866 Arilekolasi
- 1866 - 1870 Totemolejoye
- 1870 - 1873 Osungbedelola I
- 1873 - 1876 Ayibikitiwodi
- 1876 - 1881 Afaidunjoye
- 1881 - 1894 Ojikutupekun Jimekun
- 1894 - 1896 Ajiboro Jilo I
- 1896 - 1901 Dedeniunola Fidipote I
- 1901 Aroworayi
- 1901 - 1917 Anyienoye Tewogboye I
- 1918 - 1925 Otutubiosun Adekolurejo Jisomosun II
- 1925 - 1935 Pupa Arojojoye Jilo II
- 1935 - 1942 Adeuga Fidipote II
- 1942 - 1974 Rufus Adesokeji Aderele Tewogboye II
- 1974 - 1976 Regència
- 1976 - 1991 Itiade Adekolurejo Jisomosun III
- 1991 - 2006 Festus Ibadapo Adedinsewo Adesanoye Osungbedelola II
- 2006 - Victor Ademefun Kiladejo Jilo III